# Milícia de São Miguel
A Milícia de São Miguel (em Latim: Militia Sancti Michaelis), formalmente Milícia de São Miguel – União para a Cultura e Civilização Cristãs é uma associação internacional de direito civil fundada em Portugal com o objectivo de dar resposta ao chamamento do Papa João Paulo II quando clamou «Portugal, convoco-te para a missão!» e à posterior determinação do Papa Bento XVI sobre a necessidade de «Moldar a Terra à imagem do Céu». 

## Missão
Na ordem temporal e no concreto, a Milícia de São Miguel tem como missão promover e defender a Cultura e a Civilização cristãs assim como o seu principal baluarte, a Igreja Católica Apostólica Romana. Para o cumprimento desta missão exige a união de vontades dos milicianos de São Miguel, agrupados no braço orgânico da Milícia de São Miguel. Esta tem também como função proporcionar aos milicianos a sua santificação pela participação activa num combate por Jesus Cristo, sob a particular protecção de São Miguel Arcanjo e da Bem-aventurada Virgem Maria.